# Marina Koscheveya
Marina Koscheveya (Moscú, Unión Soviética, 1 de abril de 1960) es una nadadora soviética retirada especializada en pruebas de estilo braza, donde consiguió ser campeona olímpica en 1976 en los 200 metros.

## Carrera deportiva
En los Juegos Olímpicos de Montreal 1976 ganó la medalla de oro en los 200 metros braza, batiendo además el récord del mundo con 2:33.35 segundos, por delante de sus compañeras soviéticas Marina Yurchenya y Lubov Rusanova, y el bronce en los 100 metros braza, con un tiempo de 1:13.30 segundos.